# Methodoloog
Een methodoloog is een onderzoeker van wetenschappelijke methoden en technieken in een specifiek vakgebied.
Nu is iedere wetenschapper tot op zekere hoogte een expert in de methoden en technieken van zijn vakspecialisme en zal hij of zij deze in zijn werk ook zelf verder ontwikkelen. De methodologen onder hen zijn wetenschappers, die over een breder vakgebied studie verrichten naar uiteenlopende methoden van onderzoek en wetenschapsontwikkeling. Hierbij overspant de methodoloog in de regel meerdere vakspecialismes.
Net als de indeling in vormen van methodologie, kan men ook soorten methodologen onderscheiden:
1. Experts op het gebied van de algemene methodologie ofwel wetenschapsfilosofie.
2. Experts op het gebied van de onderzoeksmethodologie.
3. Experts op het gebied van de ontwerpmethodologie.
4. Experts op het gebied van de methoden en technieken van één vakgebied.

In de praktijk worden al deze experts methodoloog genoemd. Het soort specialisme blijkt vaak pas uit de curricula van afzonderlijke experts.

## Historie
De methodologie was tot in de 20e eeuw een deel van de logica en de wetenschapsfilosofie. De basis van dit vak is gelegd door Aristoteles met zijn Analytica posteriora uit de 4e eeuw v.Chr. In de nieuwe tijd heeft René Descartes met z'n Discours de la méthode uit 1637 de methodologie een nieuwe impuls gegeven door de basis te leggen voor de zogenaamde "analytische werkwijze".
Het heeft tot halverwege de 20e eeuw geduurd voor de methodologie zich tot zelfstandig specialisme heeft ontwikkeld. De Inleiding tot de logica en methodologie van Gerard Heymans uit 1941 was het eerste boek in Nederland dat expliciet over methodologie handelde. Later werd het boek Methodologie: grondslagen van onderzoek en denken in de gedragswetenschappen uit 1961 van Adriaan de Groot een standaardwerk voor de sociale wetenschappen.
In de tweede helft van de 20e eeuw heeft de methodologie in vele vakgebieden een hoge vlucht genomen als specialisme, maar ook voor elk wetenschapper op zijn eigen vakgebied. Een zelfstandig beroep is de methodoloog (nog) niet geworden. Tot methodoloog rekenen we de wetenschapper, die over een breder vakspecialisme studie verricht naar methoden van onderzoek en wetenschapsontwikkeling.